# Zimmerius parvus
El mosquerito centroamericano (Zimmerius parvus), también denominado mosquerito cejigrís (en Nicaragua y Costa Rica), tiranuelo de anteojos (en Colombia), tiranolete del muérdago (en Panamá), mosquerito ceja gris (en Honduras), mosquerito menor o mosquerito nimio es una especie de ave paseriforme de la familia Tyrannidae perteneciente al género Zimmerius, anteriormente tratado como una subespecie de Zimmerius vilissimus. Es nativo de  América Central y extremo norte de Colombia.

## Distribución y hábitat
Se distribuye desde el norte de Honduras y este de Nicaragua, por Costa Rica, al sur hasta Panamá y extremo noroeste de Colombia (noroeste del Chocó).
Se encuentra prácticamente en cualquier parte en las regiones húmedas donde abunden las lorantáceas, desde el dosel de los bosques altos hasta las áreas de crecimiento secundario, en árboles aislados en potreros y claros, jardines y cultivos con sombra. Es frecuente que se mantenga relativamente alta en los árboles. Desde las bajuras hasta los 3000 m de altitud.

## Sistemática

### Descripción original
La especie Z. parvus fue descrita por primera vez por el ornitólogo estadounidense George Newbold Lawrence en 1862 bajo el nombre científico Tyranniscus parvus, la localidad tipo es «istmo de Panamá».

### Etimología
El nombre genérico masculino «Zimmerius» conmemora al ornitólogo estadounidense John Todd Zimmer (1889-1957); y el nombre de la especie «parvus», en latín significa ‘pequeño’, ‘menor’.

### Taxonomía
Las entonces subespecies Zimmerius vilissimus parvus, Z. v. petersi y Z. v. improbus fueron consideradas como especies separadas de Z. vilissimus siguiendo a varios autores, como Ridgely & Tudor 1994; Hilty 2003 y Fitzpatrick 2004, con base en diferencias morfológicas, de vocalización, de hábitat, y con soporte de genética molecular de Rheindt et al (2013) y Rheindt et al (2014). El Comité de Clasificación de Sudamérica (SACC) que había rechazado esta separación objeto de la propuesta N° 441, finalmente aprobó dicha separación en la Propuesta N° 741. La separación fue adoptada por las principales clasificaciones. Es monotípica.